# Frankrijk op het Eurovisiesongfestival 2006
Frankrijk deed in 2006 voor de negenenveertigste keer mee aan het Eurovisiesongfestival. In de Griekse stad Athene werd het land vertegenwoordigd door Virginie Pouchain met het lied "Il était temps". Het land eindigde met 5 punten op de tweeëntwintigste plaats.

## Nationale voorselectie
Net zoals vorig jaar, koos men er opnieuw voor een nationale finale te organiseren.
Eerst werden er 7 voorrondes gehouden in diverse gebieden in Frankrijk en de overzeese gebieden.
In een nationale finale bleven er nog artiesten over en de winnende artiest werd gekozen door een jury en televoting.

## Nationale finale
| Volgorde | Artiest           | Punten | Plaats |
| -------- | ----------------- | ------ | ------ |
| 1        | Virginie Pouchain | 42.5%  | 1ste   |
| 2        | Fabien Incardone  | 34.2%  | 2de    |
| 3        | Julien Lamassone  | 23.3%  | 3de    |

## In Athene
In Griekenland moest Frankrijk optreden als 19de , net na Oekraïne en voor Kroatië. Op het einde van de puntentelling werd duidelijk dat Frankrijk de tweeëntwintigste plaats had behaald met 5 punten.

### Gekregen punten
Nederland en België hadden geen punten over voor deze inzending.

#### Finale
| 12 punten | 10 punten | 8 punten | 7 punten  | 6 punten |
| --------- | --------- | -------- | --------- | -------- |
|           |           |          |           |          |
| 5 punten  | 4 punten  | 3 punten | 2 punten  | 1 punt   |
|           |           | - Monaco | - Armenië |          |

### Punten gegeven door Frankrijk

#### Halve Finale
Punten gegeven in de halve finale:
| 12 punten | Armenië               |
| 10 punten | Turkije               |
| 8 punten  | Monaco                |
| 7 punten  | Portugal              |
| 6 punten  | Bosnië en Herzegovina |
| 5 punten  | Finland               |
| 4 punten  | Bulgarije             |
| 3 punten  | België                |
| 2 punten  | Polen                 |
| 1 punt    | IJsland               |

#### Finale
Punten gegeven in de finale:
| 12 punten | Turkije               |
| 10 punten | Armenië               |
| 8 punten  | Finland               |
| 7 punten  | Roemenië              |
| 6 punten  | Bosnië en Herzegovina |
| 5 punten  | Griekenland           |
| 4 punten  | Israël                |
| 3 punten  | Zweden                |
| 2 punten  | Rusland               |
| 1 punt    | Ierland               |